# Паријана (Лука)
Паријана је насеље у Италији у округу Лука, региону Тоскана.
Према процени из 2011. у насељу је живело 259 становника. Насеље се налази на надморској висини од 586 м.